# Pearl Continental Hotels
Pearl Continental Hotels is een hotelketen in Pakistan. De keten heeft hotels in Rawalpindi, Lahore, Karachi, Pesjawar, Gwadar, Faisalabad, Bhurban en Muzaffarabad. Het hotel in Karachi is lid van de Leading Hotels of the World.
De hotels zijn onderdeel van de Hashoo Group, een Isma'ilistische maatschappij in Pakistan.
Op 9 juni 2009 ontplofte een bom bij het Pearl Continental in Pesjawar. Het hotel, gelegen aan Kyber Road, is een vijfsterrenhotel populair bij VIP's en buitenlandse toeristen.